# 派延奈國家公園
派延奈國家公園（芬蘭語：Päijänteen kansallispuisto）是芬蘭的一處國家公園，位於派延奈湖的南半部分。派延奈國家公園包括50個無人島和一些有人居住的島嶼。派延奈國家公園成立於1993年，面積14平方（5.4平方英里）。